# Callomelitta
Callomelitta is een geslacht van vliesvleugelige insecten uit de familie Colletidae.

## Soorten
- C. antipodes (Smith, 1853)
- C. chlorura Cockerell, 1929
- C. fulvicornis (Rayment, 1954)
- C. insularis (Cockerell, 1914)
- C. littleri Cockerell, 1914
- C. nigra (Rayment, 1929)
- C. perpicta Cockerell, 1910
- C. picta Smith, 1853
- C. rugosa Cockerell, 1915
- C. turnerorum Cockerell, 1910
- C. wilsoni Cockerell, 1929